# مات جاكسون
مات جاكسون (بالإنجليزية: Matt Jackson)‏ (19 أكتوبر 1971 بليدز في المملكة المتحدة - ) هو لاعب كرة قدم بريطاني في مركز الدفاع. شارك مع منتخب إنجلترا تحت 21 سنة لكرة القدم. أما مع النوادي، فقد لعب مع برمنغهام سيتي وبريستون نورث إيند وتشارلتون أثلتيك وكوينز بارك رينجرز ونادي إيفرتون ونادي بلاكبول ونادي لوتون تاون ونادي واتفورد ونورويتش سيتي وويغان أتلتيك.

## وصلات خارجية
- مات جاكسون على موقع قاعدة بيانات كرة القدم.إي يو (الإنجليزية)
- مات جاكسون على موقع Soccerbase.com (لاعب) (الإنجليزية)
- مات جاكسون على موقع Soccerway.com (الإنجليزية)
- مات جاكسون على موقع عالم كرة القدم.نت (الإنجليزية)